# Bohdan Riemer
Bohdan Riemer (ur. 30 stycznia 1937 w Wilnie) – polski kompozytor i pedagog.

## Życiorys
Ukończył biologię na Uniwersytecie Mikołaja Kopernika w Toruniu (1959) i kompozycję w Państwowej Wyższej Szkole Muzycznej w Poznaniu, którą studiował u Tadeusza Szeligowskiego i Floriana Dąbrowskiego (dyplom 1967). Pracował jako wykładowca i konsultant w różnych placówkach oświatowych i kulturalnych, w tym w Państwowym Liceum Muzycznym w Bydgoszczy, w Wyższej Szkole Pedagogicznej w Bydgoszczy i w Słupsku, później w Instytucie Edukacji Muzycznej Uniwersytetu Kazimierza Wielkiego w Bydgoszczy. Laureat konkursów kompozytorskich, w tym Konkursu Młodych Kompozytorów ZKP (1968 – jedno z czterech równorzędnych wyróżnień), konkursów kompozytorskich na instrumenty dęte w Szczecinku (1977 i 1979 – II nagrody), Konkursu Kompozytorskiego z okazji 700-lecia Sopotu (1983 – II nagroda), Konkursu Kompozytorskiego im. Juliusza Rogera w Katowicach (1995 – wyróżnienie), Konkursu Kompozytorskiego w Rumi (2003 – I wyróżnienie). Członek zwyczajny Związku Kompozytorów Polskich; za swoją wieloletnią działalność artystyczną został uhonorowany odznaką „Zasłużony Działacz Kultury” (1979), Złotym Krzyżem Zasługi (1987) oraz Krzyżem Kawalerskim Orderu Odrodzenia Polski (2002).

## Twórczość
Twórczość kompozytorska Bohdana Riemera obejmuje utwory instrumentalne o różnej obsadzie oraz wokalne, z których wiele było wykonywanych na koncertach i festiwalach krajowych. Dużą część dorobku kompozytora stanowią utwory na chór a cappella niejednokrotnie wykonywane przez różne zespoły w kraju i za granicą. Bohdan Riemer jest autorem pracy teoretycznej „Układy przestrzenne struktur zwierciadlanych w dwunastodźwiękowym systemie temperowanym”, w której przedstawił własną oryginalną koncepcję organizacji wysokościowej dźwięków.